# Johann Cesar VI. Godeffroy
Johann Cesar VI. Godeffroy (Kiel, Reino de Prusia, 7 de julio de 1813-Dockenhuden, Imperio alemán, 9 de febrero de 1885) fue un comerciante y hanseático alemán. Es conocido por sus exitosas aventuras comerciales en el Pacífico y por haber fundado el Museo Godeffroy.

## Historia familiar y de la compañía comercial J.C. Godeffroy & Sohn
Los Godeffroys eran hugonotes franceses de La Rochelle. En 1737 se vieron obligados a abandonar Francia para evitar la persecución religiosa luego de los eventos que siguieron al Edicto de Fontainebleau en 1685. La familia buscó asilo en Alemania y finalmente se asentó en el puerto de Hamburgo, en donde fundaron el imperio comercial conocido como J.C. Godeffroy & Sohn. En un principio el comercio era en Europa Occidental y las Indias Occidentales con la exportación principalmente de lino, y la importación de productos tales como cobre, café, vino, higos y azúcar desde Cuba. Bajo el liderazgo de Johann Cesar VI Godeffroy se establecieron puestos comerciales en La Habana (Cuba) y Valparaíso (Chile), y se construyó una flota mercante que en su punto máximo llegó a contar con 27 barcos. Entre ellos se encontraban las barcas "Johann Caesar", "Peter Godeffroy", "La Rochelle", "Wandram", "Suzanne", "Iserbrook" y la "Victoria". En 1885, el comercio se extendió hasta el Pacífico gracias a las negociaciones de August Unshelm, el agente de Godeffroy’ en Valparaíso. Unshelm viajó a las Islas del Navegador, Las Islas Ammistosas, Fiyi, y finalmente Tahití.

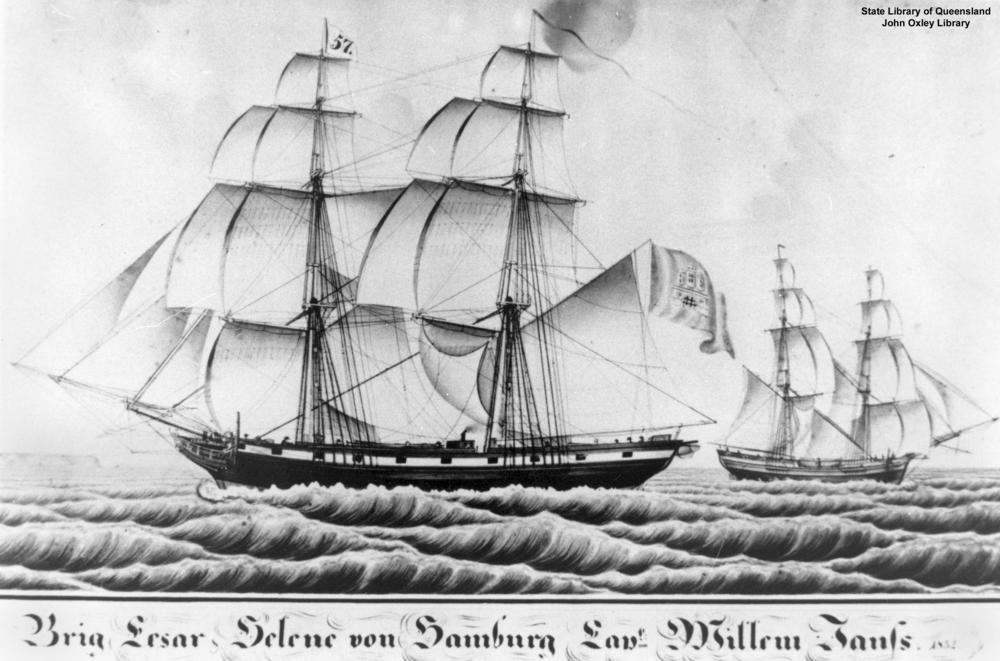
Cesar & Helene

El comercio en el Pacífico era muy rentable y nuevos puestos y plantaciones fueron establecidos en muchas islas del Pacífico. Los productos comerciados eran la copra, el aceite de coco y lujos como perlas. En 1860, un puesto central, el cual dirigía las actividades en el Pacífico, fue establecido en Apia. En la crisis financiera de finales de los años 1850, la empresa suplementó sus ingresos transportando pasajeros que se dirigían a Australia y California en búsqueda de oro. El gobierno alemán apoyó y utilizó a la compañía de Godeffroy como parte de su política colonial en las islas del Pacífico en los siguientes veinte años, con los barcos de Godeffroy transportando tanto pasajeros como carga.Johann Godeffroy también logró aprovecharse de un plan de inmigración al Sur de África y entre octubre de 1859 y septiembre de 1883 no menos de 36 barcos se dirigieron al sur de dicho continente, llevando a cientos de familias alemanas al oeste y este de la Colonia del Cabo, la Cafrería británica y Natal. No obstante la compañía entró en bancarrota a principios de los años 1880 luego del Pánico de 1873 pese a haber recibido un préstamo del Banco Barings de 60.000 libras esterlinas.

## Biografía

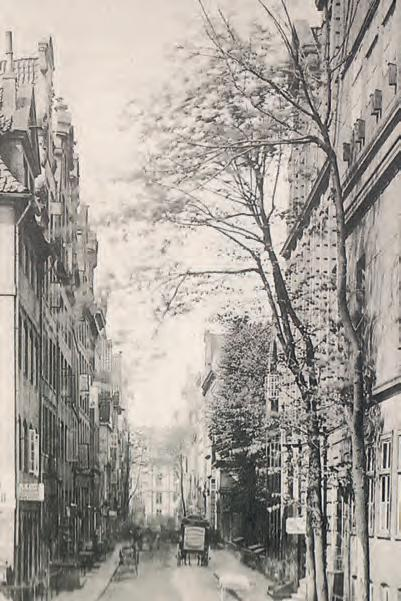
Wandrahm Strasse en 1880

Johan Godeffroy fue a la escuela del pueblo de Katharineum de Lübeck entre 1821 y 1830, al igual que sus hermanos mayores y su hermano mayor Gustavo Adolfo. Luego se entrenó en Parish & Co., cuyo dueño, Richard Parish, estaba casado con Susanne Godeffroy, una de las hijas de Peter Godeffroy, el hermano de su abuelo. Después de eso obtuvo una pasantía en Inglaterra. Para finales de 1835 se unió a la compañía de su padre,  John Ces. Godeffroy & Sohn y el 1 de enero de 1837 se convirtió en accionista. Luego de la muerte de su padre, Johan V. Cesar Godeffroy, tomó el control de la compañía el 3 de julio de 1845. Ese mismo año había sido elegido a la Cámara de Comercio de Hamburgo.
A partir de 1846 negoció acuerdos y fusiones con varias compañías, más notablemente con "Elb-Kupferwerk" (procesadores de mineral de cobre) y "Reiherstieg Hermann V. Roos" (constructura naval). En 1857 tomó el control de la recientemente creada "L. R. Beit, Gold- und Silber-Affinerie", hoy en día Aurubis AG. También cerró otros acuerdos comerciales con "Tesdorf FJ & Son", "Elbhütte Affinir- und Handelsgesellschaft" y "Elb-Zuckersiederei" (refinerías de azúcar). En esos años también cofundó el Banco del Norte de Alemania y la Compañía de Seguros del Norte de Alemania. Debido a la falta de liquidez de la compañía, John Ces. Godeffroy & Sohn comenzó procesos legales con sus acreedores en 1879. Esto tomó como 30 años, pero finalmente en 1913, el nombre de la compañía "John Ces. Godeffroy & Sohn" fue borrado del registro.
El 2 de febrero de 1837 Johan Cesar VI. Godeffroy se casó con Emily Hanbury (1815–1894), cuya familia tenía cercanos lazos comerciales con Livorno. La pareja tuvo cinco hijos, siendo Johan Cesar Godeffroy VII su hijo mayor. Su hermano Gustav Godeffroy fue senador por la ciudad de Hamburgo en la Asamblea Nacional de Fráncfort y Presidente de la Junta de Supervisión del Banco del Norte de Alemania. Otro de sus hermanos, Adolph Godeffroy fue el cofundador en 1847 de la línea de pasajeros "Hamburg-Amerikanischen Packetfahrt-AG" (HAPAG) y hasta 1880 fue director de la misma.
Durante los meses de verano la familia vivía en los pisos superiores en una casa en el distrito antiguo de Wandrahm; había oficinas en el primer piso. Esta casa fue construida cerca del año 1880. El resto del año la familia vivía en las afueras de la ciudad de Dockenhuden, hoy en día un distrito de Blankenese en una cabaña construida por el arquitecto danés Christian Frederik Hansen aproximadamente en 1792. Allí cerca, en un área conocida como Iserbrook, Godeffroy plantó extensos bosques en donde la burguesía hamburguesa, más notablemente Ernst Merck, William Henry O'Swald, Corad Hinrich Donner Johann Heinrich Schröder y Robert Miles Sloman se entretenían en un club de tenis. Hoy en día este lugar es Hirschpark. También construyó una granja de caballos. En junio de 1836, junto a su hermano menor Adolph, Carl Merck, Charles Parish, el Dr. Edward Sieveking, el Dr.  Johann Gustav Heckscher y cinco otros entusiastas fundaron el Club de Remo de Hamburgo. Este club es el club de veleros más antiguo del continente europeo que aún se existe el día de hoy.
Godeffroy también fue miembro del Parlamento de Hamburgo entre 1859 y 1864.

## Südseekönig, Rey del Mar del Sur

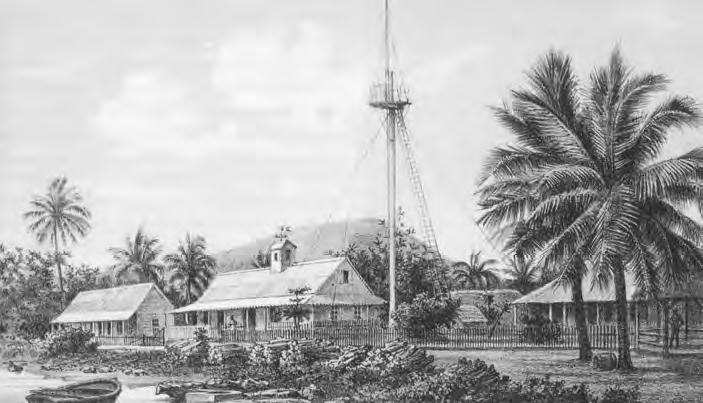
Consulado alemán en Apia

Luego de comenzar operaciones comercailes en el Pacífico en Cochin-China, y con el apoyo de compañías asociadas y fusionadas, accionistas importantes (incluyendo a Otto von Bismarck), banqueros en Hamburgo y bajo la estrecha administración de of Johan Caesar VI Godeffroy, la compañía comenzó a tener presencia en todos los Mares del Sur, con centros de operación en Apia y Valparaíso y una flota de barcas, veleros y goletas mercantes, que comerciaban con las islas desde China hasta la costa del Pacífico onedando los colores de la empresa - una bandera blanca con una paloma dorada en una barra azul horizontal con barras doradas. Debajo de la barra había una inscripción azul que leía: "J.C.G. & S". En Apia, la compañía suministraba armamento y municiones desde una subsidiaria de armamentos en Lieja. Estas armas eran proveídas a las facciones que se encontraban en guerra en Apia a cambio de 25.000 acres del mejor terreno aluvial que pronto fue transformado en plantaciones de, principalmente, copra o aceite de coco y algodón. Estas eran trabajadas por 1.000 trabajadores importados de Melanesia. Otra plantación de 3.000 acres fue establecida más adelante en Yap en el Grupo de Pelew y en 1873 se establecieron puestos comerciales en el archipiélago de Bismarck.
En 1865 la compañía obtuvo un contrato de 25 años para utilizar el islote de Nukulaelae al este del Atolón de Niuoku, Grupo de Ellice (hoy en día Tuvalu).  Por muchos años los isleños y la compañía tuvieron desacuerdos sobre el contrato, incluyendo sus condiciones y la importación de trabajadores, sin embargo, al compañía se quedó hasta la expiración del contrato en 1890.
En Apia contaban con un astillero y casetas para reparaciones navales. Los barcos nunca fueron asegurados y sus capitanes recibían una comisión del tres por ciento sobre la ganancia total de cada viaje. Los barcos siempre partían de Apia con órdenes selladas para ocultar sus intenciones de sus competidores.

## Fundación del Museo Godeffroy

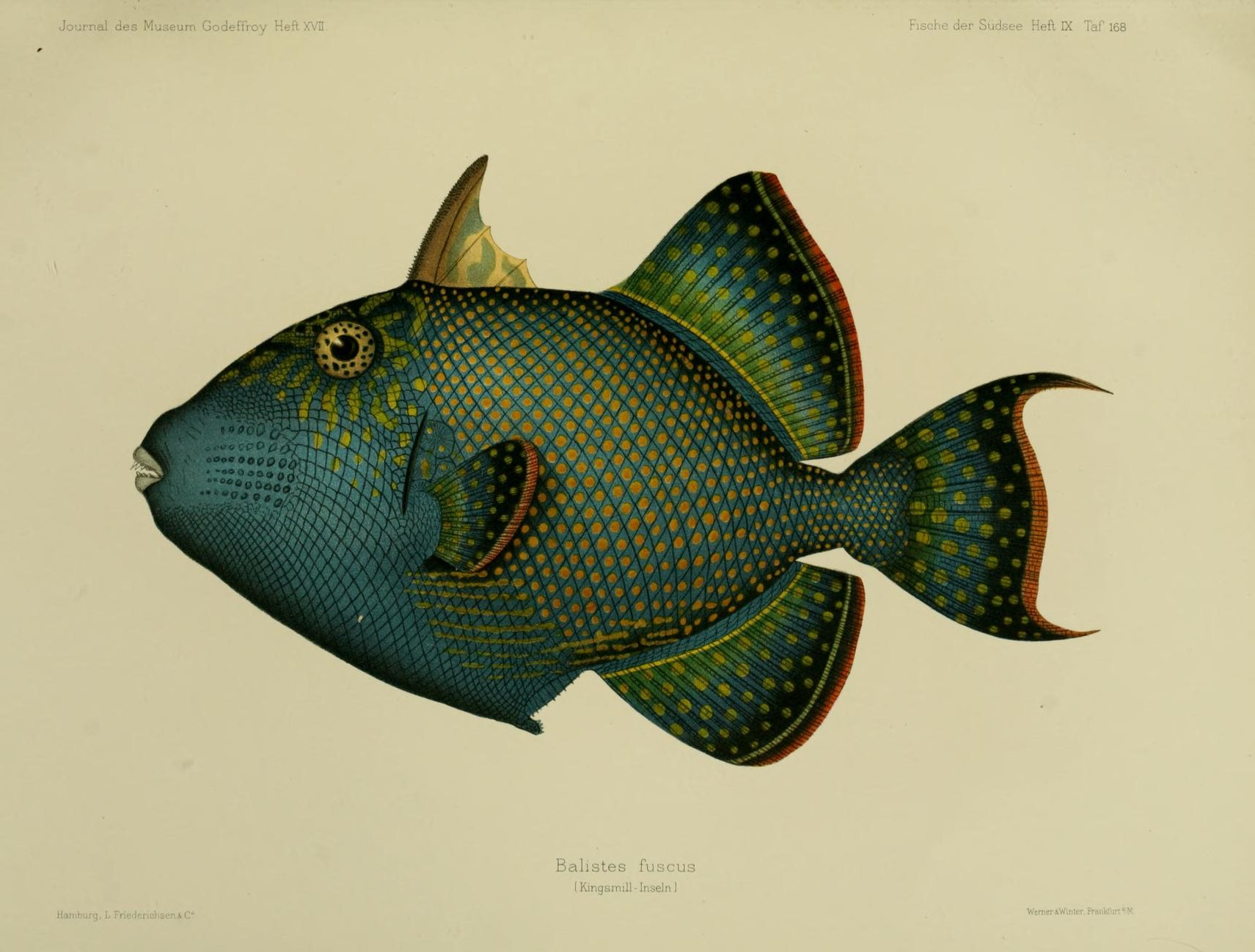
Pez del Mar del Sur del Museo de Godeffroy

Lo que comenzó como una pequeña colección personal de aves, conchas, peces y otros animales, además de objetos culturales de todos los lugares visitados por los barcos de la compañía en el gabinete de historia natural de Godeffroy, creció en tamaño hasta ocupar un desordenado almacén. En ese momento, Godeffroy decidió que era necesario encontrar un lugar adecuado para la colección, para organizar e inventariarla y finalmente exhibirla al público. En 1860 Godeffroy escribió al Dr. Eduard Heinrich Graeffe (1833-1919) en Suiza para adquirir sus servicios para el establecimiento de un museo. El zoólogo suizo de 28 años aceptó y se embarcó en un tren rumbo a Hamburgo en 1861. Poco después el Museo Godeffroy abrió sus puertas y Gräffe fue enviado al Pacífico en octubre de 1861 para supervisar la adquisición de más material. Se mudó a Apia y dirigió las operaciones de Godeffroy allí durante la década siguiente, al mismo tiempo que recolecto espécimienes de Tahití, Fiyi, Tonga, Australia, Samoa y otras islas del Pacífico Sur. La compañía contrató más científicos que, trabajando en diferentes partes del Océano Pacífico, ayudaron a incrementar las posesiones del museo con su exitosa recolección de aves, mamíferos, peces, conchas, mariposas, escarabajos y otros insectos, plantas y objetos etnográficos. El museo también funcionó como una concesionaria de historia natural. La creación del museo le valió a Godeffroy ser nombrado un miembro honorario del Berliner Gesellschaft für Anthropologie, Ethnologie und Urgeschichte.